# IL Heming
IL Heming ist ein 1916 gegründeter norwegischer Sportklub aus Oslo.

## Geschichte
Der Verein wurde am 25. Januar 1916 gegründet. Die Eishockeyabteilung nahm in der Saison 1946/47 an der 1. divisjon, der zu diesem Zeitpunkt höchsten norwegischen Spielklasse, teil.
Der IL Heming ist vor allem für seine Skiabteilung bekannt, für die unter anderem Anne Cecilie Brusletto, Johanne Dybwad, Fanny Horn, Astrid Jacobsen, Astrid Sandvik, Thorleif Schjelderup und Ole Christian Wendel antraten.
Der aktuell wohl bekannteste Repräsentant ist der Nordische Kombinierer Jarl Magnus Riiber.